# (113395) Curtniebur
(113395) Curtniebur est un astéroïde de la ceinture principale.

## Description
(113395) Curtniebur est un astéroïde de la ceinture principale. Il fut découvert le 26 septembre 2002 à Palomar par NEAT. Il présente une orbite caractérisée par un demi-grand axe de 2,77 UA, une excentricité de 0,06 et une inclinaison de 6,1° par rapport à l'écliptique.